# نادي تونير أبومي
نادي تونير دابومي (بالفرنسية: Tonnerre d'Abomey FC) هو نادي كرة قدم بنيني من مدينة أبومي. يلعب الفريق حاليا مبارياته المحلية على ملعب بوهيكون البلدي الذي يتسع ل5 ألاف متفرج. فاز بلقب دوري بنين الممتاز عام 2007.